# Azambuja
Azambuja é uma vila portuguesa no Distrito de Lisboa, com cerca de 6 300 habitantes.
É sede do Município de Azambuja com 262,66 km² de área e 21 422 habitantes (2021), subdividido em 7 freguesias. O município é limitado a norte pelo município de Rio Maior, a nordeste por Santarém, a leste pelo Cartaxo, a sueste por Salvaterra de Magos, a sul por Benavente e Vila Franca de Xira e a oeste por Alenquer e pelo Cadaval.
Desde 2023 que Azambuja está integrada na região estatística (NUTS II) do Oeste e Vale do Tejo e na sub-região estatística (NUTS III) da Lezíria do Tejo; continua, no entanto, a fazer parte da Comissão de Coordenação e Desenvolvimento Regional de Lisboa e Vale do Tejo, que manteve a designação da antiga CCDR com o mesmo nome. Pertence ainda à província do Ribatejo, hoje porém sem significado político-administrativo, mas constante nos discursos de auto e hetero-identificação cultural. 
De notar, ainda, que até 2004, o município de Azambuja fez parte da Área Metropolitana de Lisboa, passando então a integrar a Comunidade Urbana da Lezíria do Tejo, cujo território coincide com a NUTS III com o mesmo nome.

## Freguesias
O município de Azambuja está dividido em sete freguesias:
- Alcoentre
- Aveiras de Baixo
- Aveiras de Cima
- Azambuja
- Manique do Intendente, Vila Nova de São Pedro e Maçussa
- Vale do Paraíso
- Vila Nova da Rainha

## Património
- Igreja do Mosteiro de Nossa Senhora das Virtudes da Ordem de São Francisco
- Palácio dos Condes de Aveiras ou Solar dos Condes de Povolide
- Igreja Matriz da Azambuja ou Igreja de Nossa Senhora da Assunção
- Pelourinho da Azambuja
- Pelourinho de Manique do Intendente
- Palácio de Manique do Intendente
- Castro de Vila Nova de São Pedro

## Cultura
- Museu Municipal Sebastião Mateus Arenque.

## Personalidades ilustres
- Senhor de Alcoentre
- Senhor de Aveiras e Conde de Aveiras
- Senhor da Azambuja e Conde da Azambuja
- Senhor de Manique do Intendente, Barão de Manique do Intendente e Visconde de Manique do Intendente
- Barão de Vila Nova da Rainha e Visconde de Vila Nova da Rainha
- Teresa Tavares (atriz)

## Política

### Administração municipal
O município da Azambuja é administrado por uma câmara municipal composta por um presidente e seis vereadores. Existe uma assembleia municipal que é o órgão deliberativo do município, constituída por 28 deputados (dos quais 21 eleitos diretamente).
O cargo de Presidente da Câmara Municipal é atualmente ocupado por Silvino Lúcio, pelo Partido Socialista (PS), tendo 3 vereadores na câmara. Existem ainda dois vereadores eleitos pela coligação Sempre ao seu lado (PPD/PSD.CDS-PP.MPT.PPM), um eleito pela CDU (PCP-PEV) e um eleito pelo CHEGA. Na Assembleia Municipal, o partido mais representado é novamente o PS, com 9 deputados eleitos e 3 presidentes de Juntas de Freguesia (maioria relativa), seguindo-se da coligação Sempre ao seu lado (6; 2), a CDU (3; 2), o CHEGA (2;0) e o Bloco de Esquerda (1; 0). O Presidente da Assembleia Municipal é Vera Santos do PS.
| Órgão                           | PS | Sempre ao seu lado (PPD/PSD.CDS-PP.MPT.PPM) | CDU | CH | BE |
| Câmara Municipal                | 3  | 2                                           | 1   | 1  | 0  |
| Assembleia Municipal            | 12 | 8                                           | 5   | 2  | 1  |
| dos quais: eleitos directamente | 9  | 6                                           | 3   | 2  | 1  |

### Eleições autárquicas[6]
| Data | %     | V     | %            | V            | %       | V       | %    | V    | %          | V          | %              | V           | %              | V    | %              | V   | %              | V      | %           | V           | %  | V  | Participação |                |
| Data | PS    | PS    | FEPU/APU/CDU | FEPU/APU/CDU | PPD/PSD | PPD/PSD | GDUP | GDUP | PCTP/ MRPP | PCTP/ MRPP | UDP/BE         | UDP/BE      | UEDS           | UEDS | MPT            | MPT | CDS-PP         | CDS-PP | PSD-MPT-PPM | PSD-MPT-PPM | CH | CH | Participação |                |
| ---- | ----- | ----- | ------------ | ------------ | ------- | ------- | ---- | ---- | ---------- | ---------- | -------------- | ----------- | -------------- | ---- | -------------- | --- | -------------- | ------ | ----------- | ----------- | -- | -- | ------------ | -------------- |
| Data | 1976  | 44,15 | 4            | 23,85        | 2       | 14,85   | 1    | 9,79 | -          | 2,12       | -              |             |                |      |                |     |                |        |             |             |    |    |              | 63,40 / 100,00 |
| 1979 | 30,39 | 2     | 31,83        | 3            | 23,97   | 2       |      |      | 1,34       | -          | 5,71           | -           | 3,36           | -    | 70,73 / 100,00 |     |                |        |             |             |    |    |              |                |
| 1982 | 34,60 | 3     | 38,21        | 3            | 18,32   | 1       | 1,92 | -    | 2,66       | -          | PS             | PS          | 73,99 / 100,00 |      |                |     |                |        |             |             |    |    |              |                |
| 1985 | 48,41 | 4     | 40,39        | 3            |         |         | 1,24 | -    | 4,98       | -          |                |             | 64,07 / 100,00 |      |                |     |                |        |             |             |    |    |              |                |
| 1989 | 40,86 | 3     | 26,89        | 2            | 25,57   | 2       | 2,61 | -    |            |            | 63,84 / 100,00 |             |                |      |                |     |                |        |             |             |    |    |              |                |
| 1993 | 41,29 | 4     | 19,15        | 1            | 24,86   | 2       | 1,32 | -    | 6,87       | -          | 1,96           | -           | 67,55 / 100,00 |      |                |     |                |        |             |             |    |    |              |                |
| 1997 | 38,24 | 3     | 34,55        | 3            | 16,87   | 1       | 3,31 | -    |            |            | 2,78           | -           | 65,12 / 100,00 |      |                |     |                |        |             |             |    |    |              |                |
| 2001 | 44,09 | 4     | 27,96        | 2            | 20,01   | 1       |      |      | 2,01       | -          | 1,75           | -           | 62,57 / 100,00 |      |                |     |                |        |             |             |    |    |              |                |
| 2005 | 52,72 | 4     | 18,50        | 1            | 21,73   | 2       |      |      | 1,90       | -          | 62,65 / 100,00 |             |                |      |                |     |                |        |             |             |    |    |              |                |
| 2009 | 56,62 | 5     | 16,90        | 1            | MPT-PPM | MPT-PPM | 5,57 | -    | PSD-PPM    | PSD-PPM    | PSD-MPT-PPM    | PSD-MPT-PPM | 17,18          | 1    | 59,30 / 100,00 |     |                |        |             |             |    |    |              |                |
| 2013 | 41,93 | 3     | 25,46        | 2            | MPT-PPM | MPT-PPM |      |      | PSD-PPM    | PSD-PPM    | PSD-MPT-PPM    | PSD-MPT-PPM | 23,83          | 2    | 53,91 / 100,00 |     |                |        |             |             |    |    |              |                |
| 2017 | 41,67 | 4     | 20,07        | 1            | MPT-PPM | MPT-PPM | 7,36 | -    | PSD-PPM    | PSD-PPM    | 3,70           | -           | 20,64          | 2    | 54,16 / 100,00 |     |                |        |             |             |    |    |              |                |
| 2021 | 39,76 | 3     | 14,15        | 1            | MPT-PPM | MPT-PPM | 4,63 | -    | PSD-PPM    | PSD-PPM    | PSD-MPT-PPM    | PSD-MPT-PPM | 25,74          | 2    | 9,97           | 1   | 52,49 / 100,00 |        |             |             |    |    |              |                |

### Eleições legislativas
| Data | %     | %     | %     | %    | %        | %        | %     | %     | %     | %     | %    | %   | %       | % | %  | %  |
| Data | PS    | PCP   | PSD   | CDS  | UDP      | APU/ CDU | AD    | FRS   | PRD   | PSN   | B.E. | PAN | PSD CDS | L | CH | IL |
| ---- | ----- | ----- | ----- | ---- | -------- | -------- | ----- | ----- | ----- | ----- | ---- | --- | ------- | - | -- | -- |
| 1976 | 44,07 | 21,72 | 11,14 | 5,58 | 2,86     |          |       |       |       |       |      |     |         |   |    |    |
| 1979 | 31,20 | APU   | AD    | AD   | 5,17     | 28,33    | 24,78 |       |       |       |      |     |         |   |    |    |
| 1980 | FRS   | APU   | AD    | AD   | 3,64     | 26,30    | 25,03 | 36,41 |       |       |      |     |         |   |    |    |
| 1983 | 41,38 | APU   | 15,07 | 3,36 | UDP- PSR | 31,87    |       |       |       |       |      |     |         |   |    |    |
| 1985 | 21,52 | APU   | 18,44 | 2,46 | 3,58     | 25,49    | 23,26 |       |       |       |      |     |         |   |    |    |
| 1987 | 24,61 | CDU   | 33,99 | 2,02 | 3,34     | 19,93    | 9,24  |       |       |       |      |     |         |   |    |    |
| 1991 | 34,95 | CDU   | 36,46 | 2,66 |          | 14,75    | 1,13  | 2,25  |       |       |      |     |         |   |    |    |
| 1995 | 52,50 | CDU   | 19,49 | 7,36 | 1,34     | 14,22    |       | 0,17  |       |       |      |     |         |   |    |    |
| 1999 | 51,05 | CDU   | 19,57 | 5,57 |          | 16,27    | 0,26  | 2,66  |       |       |      |     |         |   |    |    |
| 2002 | 44,31 | CDU   | 26,74 | 7,02 | 13,52    |          | 3,32  |       |       |       |      |     |         |   |    |    |
| 2005 | 51,49 | CDU   | 17,12 | 4,37 | 13,75    | 7,70     |       |       |       |       |      |     |         |   |    |    |
| 2009 | 38,21 | CDU   | 18,17 | 7,98 | 14,39    | 14,10    |       |       |       |       |      |     |         |   |    |    |
| 2011 | 31,32 | CDU   | 25,86 | 9,88 | 15,16    | 7,31     | 1,06  |       |       |       |      |     |         |   |    |    |
| 2015 | 35,97 | CDU   | CDS   | PSD  | 15,64    | 13,63    | 1,29  | 23,36 | 0,86  |       |      |     |         |   |    |    |
| 2019 | 39,97 | CDU   | 15,89 | 2,71 | 11,25    | 12,18    | 2,94  |       | 1,10  | 2,48  | 1,17 |     |         |   |    |    |
| 2022 | 44,09 | CDU   | 19,62 | 1,33 | 7,85     | 5,71     | 1,12  | 1,71  | 10,00 | 4,29  |      |     |         |   |    |    |
| 2024 | 30,10 | CDU   | AD    | AD   | 5,69     | 18,98    | 5,70  | 1,86  | 4,09  | 23,37 | 4,05 |     |         |   |    |    |

## População
| Número de habitantes ★                   | Número de habitantes ★ | Número de habitantes ★ | Número de habitantes ★ | Número de habitantes ★ | Número de habitantes ★ | Número de habitantes ★ | Número de habitantes ★ | Número de habitantes ★ | Número de habitantes ★ | Número de habitantes ★ | Número de habitantes ★ | Número de habitantes ★ | Número de habitantes ★ | Número de habitantes ★ | Número de habitantes ★ |
| ---------------------------------------- | ---------------------- | ---------------------- | ---------------------- | ---------------------- | ---------------------- | ---------------------- | ---------------------- | ---------------------- | ---------------------- | ---------------------- | ---------------------- | ---------------------- | ---------------------- | ---------------------- | ---------------------- |
| 1864                                     | 1878                   | 1890                   | 1900                   | 1911                   | 1920                   | 1930                   | 1940                   | 1950                   | 1960                   | 1970                   | 1981                   | 1991                   | 2001                   | 2011                   | 2021                   |
| 7 691                                    | 9 233                  | 10 409                 | 11 446                 | 12 729                 | 11 037                 | 14 035                 | 15 776                 | 18 160                 | 18 218                 | 17 585                 | 19 768                 | 19 568                 | 20 837                 | 21 814                 | 21 421                 |
| Número de habitantes por Grupo Etário ★★ |                        |                        |                        |                        |                        |                        |                        |                        |                        |                        |                        |                        |                        |                        |                        |
|                                          |                        |                        | 1900                   | 1911                   | 1920                   | 1930                   | 1940                   | 1950                   | 1960                   | 1970                   | 1981                   | 1991                   | 2001                   | 2011                   | 2021                   |
| 0-14 Anos                                | 0-14 Anos              | 0-14 Anos              | 3 959                  | 4 176                  | 3 537                  | 4 442                  | 4 810                  | 5 033                  | 4 500                  | 3 975                  | 4 645                  | 3 576                  | 2 929                  | 3 206                  | 2 801                  |
| 15-24 Anos                               | 15-24 Anos             | 15-24 Anos             | 1 943                  | 2 280                  | 1 998                  | 2 441                  | 2 724                  | 2 936                  | 2 872                  | 2 455                  | 2 806                  | 2 912                  | 2 749                  | 1 956                  | 2 234                  |
| 25-64 Anos                               | 25-64 Anos             | 25-64 Anos             | 4 947                  | 5 430                  | 4 969                  | 6 236                  | 7 024                  | 8 706                  | 9 196                  | 8 425                  | 9 865                  | 9 901                  | 11 303                 | 12 257                 | 11 349                 |
| = ou > 65 Anos                           | = ou > 65 Anos         | = ou > 65 Anos         | 611                    | 712                    | 658                    | 968                    | 1 124                  | 1 391                  | 1 650                  | 1 780                  | 2 452                  | 3 179                  | 3 856                  | 4 395                  | 5 047                  |

★ Número de habitantes "residentes", ou seja, que tinham a residência oficial neste município à data em que os censos  se realizaram
★★ De 1900 a 1950 os dados referem-se à população "de facto", ou seja, que estava presente no município à data em que os censos se realizaram. Daí que se registem algumas diferenças relativamente à designada população residente

## Geminações
O município de Azambuja possui acordo de geminação com:
- Mosteiros, Cabo Verde[12]

## Personalidades ilustres
- José Ananias (1954 — 2007) actor, encenador e dramaturgo de nascido em Manique do Intendente